# Tones and I
Tones and I, właśc. Toni Watson (ur. 13 maja 1993 lub 15 sierpnia 2000 w Mount Martha, Wiktoria) – australijska piosenkarka i autorka tekstów.
1 marca 2019 wydała debiutancki singiel „Johnny Run Away”. 10 maja premierowo zaprezentowała piosenkę „Dance Monkey”, z którą osiągnęła ogromny sukces komercyjny, plasując się na pierwszym miejscu na oficjalnych listach przebojów w 35 krajach, w tym Australii, gdzie pozostawał na szczycie listy ARIA Charts przez kolejne 15 notowań, bijąc rekord liczby tygodni na pierwszym miejscu w historii australijskich notowań, poprzednio prowadzonym przez „Shape of You” Eda Sheerana z 2017. „Dance Monkey” spędził 21 tygodni na najwyższej pozycji listy.
30 sierpnia wydała debiutancki minialbum pt. The Kids Are Coming.

## Dyskografia

### Albumy
- Welcome to the Madhouse (2021)

### Minialbumy
- The Kids Are Coming (2019)

### Single
| Tytuł                                                    | Rok  | Najwyższa pozycja na liście | Najwyższa pozycja na liście | Najwyższa pozycja na liście | Najwyższa pozycja na liście | Najwyższa pozycja na liście | Najwyższa pozycja na liście | Najwyższa pozycja na liście | Najwyższa pozycja na liście | Najwyższa pozycja na liście | Najwyższa pozycja na liście | Najwyższa pozycja na liście | Certyfikat | Album                   |
| Tytuł                                                    | Rok  | AUS                         | DEN                         | GER                         | IRE                         | NOR                         | NZL                         | POL                         | SWE                         | SWI                         | UK                          | USA                         | Certyfikat | Album                   |
| -------------------------------------------------------- | ---- | --------------------------- | --------------------------- | --------------------------- | --------------------------- | --------------------------- | --------------------------- | --------------------------- | --------------------------- | --------------------------- | --------------------------- | --------------------------- | --- | ----------------------- |
| „Johnny Run Away”                                        | 2019 | 12                          | –                           | –                           | 83                          | –                           | –                           | –                           | –                           | –                           | –                           | –                           | - AUS: 3× platynowa płyta | The Kids Are Coming     |
| „Dance Monkey”                                           | 2019 | 1                           | 1                           | 1                           | 1                           | 1                           | 1                           | 1                           | 1                           | 1                           | 1                           | 4                           | - AUS: 14× platynowa płyta - AUT: 2× platynowa płyta - BEL: 5× platynowe płyta - BRA: 2× diamentowa płyta - CAN: diamentowa płyta - DEN: 3× platynowa płyta - FRA: diamentowa płyta - GER: 3× platynowa płyta - IT: 5× platynowa płyta - JAP: srebrna płyta - NLD: 2× platynowa płyta - NZL: 5× platynowa płyta - POL: 4× diamentowa płyta - POR: 3× platynowa płyta - SPA: 6× platynowa płyta - SWI: 3× platynowa płyta - UK: 4× platynowa płyta - USA: 4× platynowa płyta | The Kids Are Coming     |
| „Never Seen the Rain”                                    | 2019 | 7                           | –                           | 51                          | 21                          | –                           | 36                          | –                           | 69                          | 49                          | 99                          | –                           | - AUS: 5× platynowa płyta - BEL: platynowa płyta - CAN: złota płyta - FRA: złota płyta - NZL: złota płyta - UK: srebrna płyta - POL: złota płyta | The Kids Are Coming     |
| „The Kids Are Coming”                                    | 2019 | 65                          | –                           | –                           | –                           | –                           | –                           | –                           | –                           | –                           | –                           | –                           | - AUS: złota płyta | The Kids Are Coming     |
| „Bad Child”                                              | 2020 | 15                          | –                           | –                           | –                           | 13                          | –                           | –                           | 79                          | 73                          | –                           | –                           | - AUS: platynowa płyta - POL: złota płyta | –                       |
| „Can’t Be Happy All the Time”                            | 2020 | –                           | –                           | –                           | –                           | –                           | –                           | –                           | –                           | –                           | –                           | –                           | | –                       |
| „Ur So F**king CooL”                                     | 2020 | 44                          | –                           | 37                          | –                           | –                           | –                           | –                           | –                           | 93                          | –                           | –                           | - AUS: złota płyta | –                       |
| „Fly Away”                                               | 2020 | 4                           | 11                          | 44                          | 10                          | 37                          | 37                          | 42                          | 29                          | 30                          | 11                          | –                           | - AUS: platynowa płyta - POL: złota płyta | Welcome to the Madhouse |
| „Won’t Sleep”                                            | 2021 | 77                          | –                           | –                           | –                           | –                           | –                           | –                           | –                           | –                           | –                           | –                           | | Welcome to the Madhouse |
| „Cloudy Day”                                             | 2021 | 31                          | –                           | –                           | –                           | –                           | –                           | –                           | –                           | –                           | –                           | –                           | | Welcome to the Madhouse |
| „–” oznacza, że singel nie był notowany na danej liście. |      |                             |                             |                             |                             |                             |                             |                             |                             |                             |                             |                             | |                         |

### Inne notowane utwory
| Tytuł   | Rok  | Najwyższa pozycja | Najwyższa pozycja | Album               |
| Tytuł   | Rok  | AUS               | NZ HOT            | Album               |
| ------- | ---- | ----------------- | ----------------- | ------------------- |
| „Jimmy” | 2019 | 79                | 29                | The Kids Are Coming |